# Villa chorassani
Villa chorassani är en tvåvingeart som först beskrevs av Becker och Stein 1913.  Villa chorassani ingår i släktet Villa och familjen svävflugor. Inga underarter finns listade i Catalogue of Life.